# Stjärnhov
Stjärnhov è un'area urbana della Svezia situata nel comune di Gnesta, contea di Södermanland.
La popolazione risultante dal censimento 2010 era di 549 abitanti .